# Оріховка (Ясненський міський округ)
Орі́ховка (рос. Ореховка) — село у складі Ясненського міського округу Оренбурзької області, Росія.

## Населення
Населення — 72 особи (2010; 274 у 2002).
Національний склад (станом на 2002 рік):
- казахи — 88 %